# Zahaipil, Colomeea
Zahaipil (în ucraineană Загайпіль) este localitatea de reședință a comunei Zahaipil din raionul Colomeea, regiunea Ivano-Frankivsk, Ucraina.

## Demografie
Componența lingvistică a localității Zahaipil
     Ucraineană (99,14%)
     Alte limbi (0,86%)
Conform recensământului din 2001, majoritatea populației localității Zahaipil era vorbitoare de ucraineană (99,14%), existând în minoritate și vorbitori de alte limbi.